# マンドリンオーケストラ曲
マンドリンオーケストラ曲とはマンドリンオーケストラによって演奏されることを前提に作曲された楽曲をいう。日本ではマンドリン2部・マンドラ・マンドロンチェロ・クラシックギター・コントラバスによる弦楽6部編成、ドイツではマンドロンチェロを含まない弦楽5部編成が一般的で、これに管打楽器が加わる曲も少なくない。

## 主な作曲家と作品
（生年順）

### 1800年代
- 1835年 ジュゼッペ・ブランツォーリ（伊） - 熱情、望まれし日
- 1847年 ジュゼッペ・ベルレンギ（伊） - レナート
- 1851年 カルロ・グラツィアーニ＝ワルテル （白→伊）- 波、ダンテとベアトリーチェ
- 1859年 カルロ・ムニエル（伊） - 宝石の舞曲
- 1860年 カロジェロ・アドルフォ・ブラッコ（伊） - マンドリンの群れ、闘牛士
- 1862年 ロドヴィコ・メラーナ＝フォクト（伊） - 過去への尊敬
- 1863年 ラファエレ・カラーチェ（伊） - 東洋の印象、叙情の時
- 1866年 アメデオ・アマデイ（伊） - 海の組曲、降誕祭の夜
- 1867年 ジュゼッペ・マネンテ（伊） - メリアの平原にて、マンドリン芸術
- 1870年 シモーネ・サルヴェッティ（伊） - 山嶽詩
- 1871年 プリモ・シルヴェストリ（伊） - 夏の庭
- 1872年 サルヴァトーレ・ファルボ＝ジャングレコ（伊） - 序曲ニ短調、スペイン、田園写景
- 1872年 ローラン・ファンタウッツィ（伊→仏） - ソレントの女
- 1872年 アルマンノ・モルラッキ（伊） - 山吹く風
- 1874年 マリオ・マチョッキ（伊→仏） - 水車小屋の娘たち
- 1874年 エウジェニオ・ジュディチ（伊） - 古譚
- 1876年 ジュゼッペ・アネリ（伊） - イタリアの復活
- 1877年 アリーゴ・カペルレッティ（伊） - 劇的序曲、フローラ
- 1879年 ウーゴ・ボッタキアリ（伊） - 交響的前奏曲、誓い、ジェノヴァに捧ぐ
- 1879年 ニコラス・ラウダス（希） - ギリシア風狂詩曲、エカーヴの嘆き
- 1883年 テオドール・リッター（独） - 田舎の婚礼
- 1884年 ヴィットリオ・チェルライ（伊） - シエナ組曲
- 1887年 アンジェロ・マッツォーラ（伊） - グラウコの悲しみ、牧人の夢
- 1888年 カルロ・オテロ・ラッタ（伊） - 英雄葬送曲
- 1889年 ヨハン・バブテスタ・コーク（蘭） - 魅惑島
- 1889年 大沼哲（日） - 第一前奏曲、祝典序楽
- 1890年 ハンス・ガル（墺→英） - シンフォニエッタ第1～2番、カプリツィオ
- 1890年 武井守成（日） - 朝鮮の印象、くだものの舞曲
- 1890年 田中常彦（日） - 箱根八里
- 1890年 ウンベルト・ゼッピ（伊） - シンフォニエッタニ短調
- 1891年 ジュゼッペ・ミラネージ（伊） - 主題と変奏、愉快な仲間
- 1892年 ノルベルト・シュプロングル（墺） - 舞踏組曲
- 1892年 フランソワ・メニケッティ（仏） - 魔女の谷、最後の宿営地
- 1897年 菅原明朗（日） - 二調交響楽、フォーレの名によるロンディーノ
- 1897年 ヘルマン・アンブロジウス（独） - 組曲第6番、フィンランディア組曲

### 1900年代
- 1900年 堀清隆（日） - 陽炎、すべては去れりの主題による10の変奏曲
- 1901年 鈴木静一（日） - 細川ガラシャ、失われた都、幻の国
- 1901年 池ヶ谷一郎（日） - 木曽節による小狂詩曲
- 1901年 ヴェルナー・ヒュープシュマン（独） - セレナーデ
- 1902年 アルミン・カウフマン（墺） - 組曲、ブルレッテ
- 1902年 齋藤秀雄（日） - フランス民謡「歌えよ小鳥やよ歌え」の主題による八つの変奏曲
- 1902年 中野二郎（日） - 漁村の一夜、本朝昔噺絵本
- 1903年 小池正夫（日） - 古戦場の秋
- 1903年 伊藤昇（日） - 黄昏の単調
- 1904年 コンラート・ヴェルキ（独） - 序曲第1番～第6番
- 1906年 ジークフリート・ボリス（独） - クライネ・アーベントムジーク
- 1906年 大澤壽人（日） - 海の行進曲
- 1907年 深井史郎（日） - マリピエロ譚詩、アスファルト
- 1907年 西田直道（日） - 秋の前奏曲
- 1907年 高橋功（日） - 比島の山彦
- 1907年 フリート・ヴァルター（独） - 反映
- 1907年 ルドルフ・クレプス（独） - シュヴァーベン序曲、演奏会用序曲
- 1907年 ハインツ・フリードリヒ・ハルティヒ（独） - モヴィメンティ
- 1908年 服部正（日） - 迦楼羅面、海の少女、鳥の組曲
- 1909年 クルト・シュヴァーエン（独） - アーベントムジーク、4つの民族舞曲
- 1909年 アルフレート・ウール（墺） - 組曲
- 1909年 渡邊浦人（日） - 杜子春

### 1910年代
- 1910年 ハインリヒ・コニエッツニー（独） - シンフォニエッタ、デュットゥヴァイルの印象
- 1910年 清水保雄（日） - アイヌの印象、沖縄の印象
- 1911年 ベルント・ショルツ（独） - 極東組曲
- 1913年 ツェザール・ブレスゲン（墺） - 舞曲
- 1917年 ディートリヒ・エルトマン（独） - ディヴェルティメント、セレナータ
- 1917年 マックス・バウマン（独） - コンチェルティーノ
- 1918年 大栗裕（日） - バーレスク、シンフォニエッタ第1番～第7番
- 1918年 ユルク・バウアー（独） - 3つの小品、コントラスト
- 1919年 赤城淳（日） - 道志、弥勒

### 1920年代
- 1922年 クラウス・ヴュストホーフ（独） - スラヴ風リズム
- 1923年 ハンス・ボル（独） - 小パルティータ、ミニアチュール組曲
- 1924年 ギュンター・ベッカー（独） - ギリシャ舞踊組曲
- 1925年 ギュンター・ランペ（独） - 3つの舞曲、ミニアチュール
- 1925年 ヘルベルト・バウマン（独） - ソナチネ、ゼクエンツェン
- 1925年 宮田俊一郎（日） - 平城山を主題とする幻想曲、武蔵野の秋、秋と朝と海と
- 1928年 ギュンター・ブラウン（独） - マンドラ協奏曲
- 1928年 ハルトムート・クルーク（独） - インド組曲、口琴協奏曲
- 1928年 松本譲（日） - 鬼火の踊り、蟲の組曲
- 1929年 湯浅譲二（日） - エレジイ・哀歌
- 1929年 黛敏郎（日） - 花しのぶの歌

### 1930年代
- 1930年 牧野由多可（日） - 長良川の春
- 1930年 マウリシオ・カーゲル（アルゼンチン→独） - ムジ
- 1931年 松平頼暁（日） - Bee in the Cage
- 1931年 ゲルハルト・ローゼンフェルト（独） - バルカン組曲
- 1932年 ベティ・ビーズ（豪） - コソボへの哀歌
- 1933年 ジークフリート・ベーレント（独） - セレナーデ、コンガ
- 1933年 川島博（日） - せしょ、優しき歌、嘆きの歌
- 1934年 越智敬（日→独） - お江戸日本橋を主題とする変奏曲
- 1934年 熊谷賢一（日） - 群炎1～6
- 1934年 千秋次郎（日） - 2枚の絵
- 1934年 塚本靖彦（日） - ニンフ
- 1934年 早川正昭（日） - 秋・冬
- 1934年 物部一郎（日） - お祭り組曲、阿波
- 1934年 グスタフ・グンゼンハイマー（独） - 小協奏曲第1番～第4番
- 1935年 櫛田胅之扶（日） - 移り行く季節の香りに、シンフォニア
- 1935年 ゲオルク・シュヴェンク（独） - ディヴェルティメント、ヴァイルハイム協奏曲
- 1938年 小櫻秀爾（日） - 躍動、燦
- 1939年 デイヴィッド・ローブ（米） - 交響曲

### 1940年代
- 1940年 ヘルムート・ファックラー（独） - ディヴェルティメント、色彩
- 1941年 木村雅信（日） - タンゴ・シンフォニカ
- 1941年 林田戦太郎（日） - 組曲「はなしのぶ」
- 1942年 久保田孝（日） - 舞踊風組曲第1番～第4番、幻想曲第1番～第3番
- 1942年 ユルゲン・ゴーレ（独） - 公園での散歩
- 1942年 ジュリアン・ドーズ（英） - ディヴェルティメント
- 1943年 大前哲（日） - 7つの小景
- 1943年 池辺晋一郎（日） - マンドリン・マンドリアーレ
- 1943年 帰山栄治（日） - Ouverture Historique No. 1～No. 7、三楽章第1番～第5番、協奏詩曲
- 1943年 たかしまあきひこ（日） - マンドリン協奏曲、100人のマーチ
- 1943年 ディーター・クライトラー（独） - ルンバ、ツプフ・ブギ
- 1945年 ローラント・レイストナー＝メイヤー（独） - ボヘミア舞曲、3つのボヘミアの伝説

＊1945年手塚賢一(日)ー組曲「セロ弾きのゴーシュ」「音楽仲間」「二つのマンドリンのための協奏曲」
- 1946年 桑原康雄（日） - ノヴェンバー・フェスト、初秋の唄、海の嬉遊曲
- 1946年 ディミトリ・ニコラウ（希→伊） - 舞曲と旋律、ジークフリート・ベーレントの追憶
- 1946年 ユルゲン・クローゼ（独） - 夏の旅
- 1947年 遠藤雅夫（日） - フリック・フレックス・フロー、二つの眼差し
- 1947年 近藤譲（日） - 眠るヴェニス
- 1948年 北爪道夫（日） - CANTO、青い宇宙の庭III～独奏ギターとマンドリン・オーケストラのための
- 1949年 藤掛廣幸（日） - パストラル・ファンタジー、星空のコンチェルト、グランド・シャコンヌ、セレナーデNo.1〜No.4、樹魂の歌
- 1949年 ライモ・カングロ（エストニア） - クリッキング・シンフォニー
- 1949年 ヴォルフガング・バスト（ドイツ） - 合奏曲第1番～第4番、練習曲'76

### 1950年代
- 1950年 ロバート・シュルツ（豪） - 2つの民族舞曲
- 1950年 毛利蔵人（日） - 信長 King of Zipangu
- 1950年 二橋潤一（日） - 組曲、妖精組曲、ロココ組曲、カヴァティーナとロンド・カプリチオーソ
- 1951年 大西隆之（日） - バラード第1番～バラード第9番、セレナード第1番
- 1951年 松岡裕泰（日） - 芙蓉花伝、冬の海
- 1951年 安村好弘（日） - 石の章、飛鳥、昴
- 1952年 柳田隆介（日） - 二章、ヴォカリーズNo.1
- 1953年 菅野由弘（日） - PEGASUS
- 1953年 吉松隆（日） - 虹色機関
- 1954年 藤井眞吾（日） - 地平線の協奏曲
- 1954年 エドゥアルド・アングロ（墨） - メキシコ組曲、ディヴェルティメント
- 1954年 マンフレート・フラッハスカンプフ（独） - アイルランド民謡組曲、ブルターニュ組曲
- 1954年 キエル・マイエリング（蘭） - 嘲る者の夕暮れ
- 1955年 ルッツ＝ヴェルナー・ヘッセ（独） - ヴォルガからアマゾンまで、エピタフ
- 1955年 リチャード・チャールトン（豪） - サーカスの一日、ダウフケン号の冒険
- 1955年 青島広志（日） - アール・デコ組曲
- 1955年 南聡（日） - 彩色計画VI、和声学研究I
- 1956年 内藤淳一（日） - フルートとマンドリンオーケストラのための三章（マンドリンオーケストラのための組曲の改作）
- 1956年 木下牧子（日） - 雨
- 1956年 上田益（日） - プレクトラム・セレナーデ
- 1956年 アルフォンソ・カルロス・ミゲール（独） - シリウスへの帰還（ミヒャエル・トレスターの筆名）
- 1957年 長谷川武宏（日） - ナルニアへの前奏曲、風の記憶
- 1957年 クラウディオ・マンドニコ（伊） - ミュージック・フォー・プレイ、チェチリアーナ、ラヴェリアーナ
- 1957年 エルケ・トーバー＝フォークト（独） - プロセス・オブ・チェンジ、死の組曲
- 1958年 鈴木輝昭（日） - 僧園幻想
- 1958年 国枝春恵（日） - カラーリング、ブレンズ
- 1958年 加藤由美子（日） - 湘南、火麻呂の木
- 1958年 アンネッテ・クルイスブリンク（独） - ドリームタイム
- 1959年 宍戸秀明（日） - Duende、受容
- 1959年 水野真人（日） - 奇想曲、4章

### 1960年代
- 1960年 木村純（日） -　夕暮れ
- 1960年 猿谷紀郎（日） - 透明なナルシズムの映
- 1960年 ウルマス・シサスク（エストニア） - 百武彗星
- 1961年 加賀城浩光（日） - プロムナード1～9、組曲「芳香螺旋」
- 1961年 小林由直（日） - 渚の見える風景、海光る風、風の軌跡、風の舞曲、森の精霊
- 1961年 吉水秀徳（日） - 2つの動機、プレリュード2、3 Dimensions
- 1961年 肝付兼美（日） - 日没のかもめ、赤い月、小栗公メリケンを行く
- 1961年 ヴィクター・キオラフィデス（希→米） - シンフォニア、ブロードウェイ'79
- 1962年 倉知竜也（日） - 蝶は払暁の空に羽を広げ…、四季
- 1964年 オリヴァー・ケルベーラ（独） - ヴィシュヌ
- 1964年 酒井国作（日） - 潮騒のうた、水影、マンドリン四重奏曲第1番
- 1965年 フアン・カルロス・ムニョス（ルクセンブルク） - サドック
- 1965年 権代敦彦（日） - ふるへ／をののき～quake～
- 1965年 鈴木英史（日） - メモリア
- 1965年 坂野嘉彦（日） - Virginal、高丘親王航海記、二つのメソッド
- 1965年 永井裕一（日） - アクア-2つの小品-、月の虹、走水海
- 1966年 ステファノ・スクアルツィーナ（伊） - C.P.O.狂詩曲、小さな古代世界
- 1968年 ロッセン・バルカンスキー（ブルガリア） - ヴィッサーニ狂詩曲

### 1970年代以降
- 1970年 遠藤秀安（日） - マンドリンオーケストラの為の「懶(らん)」、the seventh islands、AQUA EXPRESS
- 1971年 マルクス・クグラー（独） - 3つの南米作品
- 1973年 大村慎一（日） - 風の彼方へ、風渡る草原、旅立ちの想い
- 1974年 柴崎利文（日） - 雲の行方、風の隊商、星の航路
- 1974年 セバスティアン・パシ（仏） - コントラスト、田園組曲
- 1975年 末廣健児（日） - 瑞木の詩、Beyond the Skies
- 1975年 壺井一歩（日） - 渚と詩人の三章、群青メルカトル
- 1977年 野村泰介（日） - 行乞俳人、サンバートライ
- 1978年 クラリス・アサド（ブラジル→米） - 私の父の歌
- 1978年樽屋雅徳（日） - 蒼き三日月の夜
- 1979年 丸本大悟（日） - 杜の鼓動、AZZURRO、星のしずく、雨の世界
- 1979年 鷹羽弘晃（日） - 水上の月、響めきの研究
- 1979年 渡邉なつ実（日） - 鼓動
- 1983年 石橋敬三（日） - ブリュージュの記憶、やがて心は白く舞い散る、赤の回路、海と空の間へ
- 1984年 橋爪皓佐（日） - Espoir+Facteur+Nostalgie、Stardust

### 生年不詳・非公表
- エドゥアルド・メッツァカーポ（伊） - アンダンテとポロネーズ、マンドリニストの行進
- ヤサント・ラヴィトラーノ[注釈 1]（伊→仏） - ローラ、レナータ
- 日高哲英（日） - カタロニア民謡組曲
- 武藤理恵（日） - Paradiso、Desert Rose
- 内藤美和（日） - 沖縄組曲
- 大野愛（日） - 海を渡る風
- 朝岡真木子（日） - リオの海風
- 松浦真沙（日） - 伝説